# Om inte Herren bygga vill
Om inte Herren bygga vill är en psalm skriven av Nikolaj Frederik Severin Grundtvig, översatt till svenska av Andreas Holmberg.
Psalmen finns inte publicerad i någon av samfunden i Sverige antagen psalmbok.